# Corneel Verbaanderd
Corneel Verbaanderd (Meise, 21 september 1912 - Grimbergen, 22 januari 2006) was een Belgisch politicus voor de CVP.

## Levensloop
Verbaanderd werd sociaal werker bij het Algemeen Christelijk Vakverbond. Tijdens de Tweede Wereldoorlog was hij actief in het verzet.
In 1946 werd hij voor de CVP verkozen tot gemeenteraadslid van Meise. Van 1947 tot 1952 was hij er schepen. Vervolgens verhuisde hij naar Grimbergen, waar hij van 1953 tot 1958 schepen en van 1959 tot 1965 burgemeester was. Tijdens zijn beleid als burgemeester werden grote delen van Grimbergen verkaveld. Vele Franstaligen maakten hiervan gebruik om zich te vestigen in Grimbergen. Onder zijn bestuur als burgemeester verkreeg de abdijkerk van Grimbergen in 1964 een nieuwe beiaard. Vanaf 1964 werd een reeks klachten tegen hem ingediend voor onregelmatigheden die hij als burgemeester zou begaan hebben. Hij moest zich in 1965 voor zijn beleid verantwoorden bij justitie, verloor zijn politieke rechten en belandde in de gevangenis.
Ook was hij van 1946 tot 1949 provincieraadslid van Brabant. In 1949 overtuigde Paul Vanden Boeynants hem om zich kandidaat te stellen bij de parlementsverkiezingen. Hij werd net niet verkozen. Bij de verkiezingen van 1950 werd hij wel verkozen tot lid van de Kamer van volksvertegenwoordigers, wat hij bleef tot in 1965. Hij vertegenwoordigde het arrondissement Brussel en hield zich in de Kamer hoofdzakelijk bezig met sociale dossiers.
In november 1961 diende hij samen met Jan Van den Eynde en Herman Vanderpoorten een wetsvoorstel in tot splitsing van het kiesarrondissement Brussel-Halle-Vilvoorde om de verfransing van de Brusselse rand een halt toe te roepen. Daarnaast was hij ook een van de drie dissidente CVP'ers die tegen de taalregeling in 1963 stemde. Hij verzette zich namelijk heel heftig tegen de invoering van de faciliteitengemeenten. Hierdoor viel hij in ongenade bij de voorzitter van de toen nog unitaire CVP Paul Vanden Boeynants. Op zijn doodsprentje stond dan ook te lezen : "Meer dan veertig jaar geleden uitte ik een meer dan gerechtvaardigde politieke wens, die tot op heden niet in vervulling ging. Misschien gebeurt dat onverwijld."  Op 13 juli 2012 werd het kiesarrondissement Brussel-Halle-Vilvoorde gesplitst, als onderdeel van een groter akkoord, waardoor de Franstaligen meer rechten opbouwen in Vlaams-Brabant.
Bij de verkiezingen van 1965 werd hij geweerd van de CVP-PSC-kandidatenlijst voor de Kamer. Hij kwam op met een dissidente lijst die 14.007 stemmen haalde (1,7%), onvoldoende voor een eigen zetel.
Tien dagen voor die verkiezingen werd hij gearresteerd en later veroordeeld wegens belangenvermenging bij een verkavelingsvergunning en schriftvervalsing daarbij 
Hij was gehuwd met Angelica Huygens en was de schoonvader van Paul Moonen, de voormalige voorzitter van de VLD-Grimbergen.